# 「読み」の授業研究会
「読み」の授業研究会（「よみ」のじゅぎょうけんきゅうかい）は、1986年に国語科教育研究者の大西忠治や阿部昇らによって設立された国語科教育の研究会。略称は、読み研（よみけん）。

## 概要
「読み」の授業研究会は、子どもたちに深く豊かな国語の力を身につけさせるための方法を体系的に解明することを目指して、1986年に国語科教育研究者の大西忠治や阿部昇らによって、設立された。一時期、「科学的「読み」の授業研究会」と称したことがある。
年一回発行の『国語授業の改革』および『研究紀要』で研究成果を発表している。『国語授業の改革』は、学文社より発刊。
会員制をとらずに、運営委員会が研究会や出版等を企画・運営し、研究活動を行っている。代表は阿部昇。

## 研究活動
全国規模の研究会として、夏の大会と冬の研究会を年に一回開催している。また、小学校部会、中学校部会、高等学校部会を、それぞれ1〜2年に一回開催している。
九州、四国、関西などにおける地方研究会も開催される。日常の研究活動は、全国各地にある読み研サークルで行われる。

### 夏の大会
東京や京都、名古屋などで年一回8月に開催。研究成果にもとづく分科会、模擬授業、講座、講演等が行われる。

### 冬の研究会
主に東京や京都、名古屋などで年一回12月に開催。夏の大会での成果をより理論的に追究することが中心となる。模擬授業や講演も行われる。

### 小学校部会・中学校部会・高等学校部会
全国各地で1〜2年に一回程度開催。小・中・高それぞれの代表的な教材を選定し、その検討を通して小・中・高の特性を意識した指導法の追究が行われる。

## 研究課題
1. 「読むこと」に関する教科内容の研究―体系化と系統化
2. 「読むこと」に関する指導過程の研究
3. 確かな国語の力を身につけさせるための授業構築方法の研究
4. 小学校・中学校・高等学校の「読むこと」に関する教材についての研究
5. PISA「読解力」の研究、「主体的・対話的で深い学び」や「言葉による見方・考え方」についての研究、学習集団の研究など新しい教育課題に応える研究

## 出版物
- 『国語授業の改革１ 国語科新教材の徹底分析・新学習指導要領－これで授業がおもしろくなる』学文社2001
- 『国語授業の改革２ 新学習指導要領 国語科新教材のポイント発問－この発問で授業がおもしろくなる』学文社 2002
- 『国語授業の改革3 この教材で基礎・基本としての言語スキルを身につける－到達度評価を見通した読みの授業』学文社 2003
- 『国語授業の改革4 国語科の教科内容をデザインする－』学文社 2004
- 『国語授業の改革5 国語科　小学校・中学校　新教材の徹底研究と授業づくり』学文社 2005
- 『国語授業の改革6 確かな国語力を身につけさせるための授業づくり』学文社 2006
- 『国語授業の改革7 教材研究を国語の授業づくりにどう生かすか』学文社 2007
- 『国語授業の改革8 PISA型「読解力」を超える国語授業の新展開－新学習指導要領を見通した実践提案』学文社 2008
- 『国語授業の改革9 新学習指導要領をみすえた新しい国語授業の提案　－「言語活動」「言語能力」をどうとらえるか』学文社 2009
- 『国語授業の改革10 国語科教科内容の系統性はなぜ100年間解明できなかったのか－新学習指導要領の検証と提案─』学文社 2010
- 『国語授業の改革11 新しい教科書の新しい教材を生かして思考力・判断力・表現力を身につけさせる』学文社 2011
- 『国語授業の改革12 「言語活動」を生かして確かな「国語の力」を身につけさせる－新学習指導要領・新教科書を使った新しい国語の授業の提案』学文社 2012
- 『国語授業の改革13 若い教師のための「言語活動」を生かした国語の授業・徹底入門－「ねらい」の決め方、教材研究のコツ、授業展開のポイント』学文社 2013
- 『国語授業の改革14 授業で子どもに必ず身につけさせたい「国語の力」－教科内容・指導事項と「言語活動」を生かした楽しい授業』学文社 2014
- 『国語授業の改革15 国語科の「言語活動」を徹底追及する－学び合い、学習集団、アクティブ・ラーニングとしての「言語活動」』学文社 2015
- 『国語授業の改革16 「アクティブ・ラーニング」を生かしたあたらしい「読み」の授業－「学習集団」「探究型」を重視して質の高い国語力を身につける 』学文社 2016
- 『国語力をつける説明文・論説文の「読み」の授業－読む力を確かに育てるあたらしい指導法入門』明治図書出版、2016
- 『国語授業の改革17 国語の授業で「主体的・対話的で深い学び」をどう実現するか－新学文社2017を読み解く 』学文社 2017
- 『国語授業の改革18 国語の授業で「深い学び」をどう実現していくか－「言葉による見方・考え方」の解明と教材研究の深化』学文社 2018
- 『国語授業の改革19 国語の授業で「言葉による見方・考え方」をどう鍛えるのか－「主体的・対話的で深い学びの実現をめざして』学文社 2019